# حصن قيلد البحر

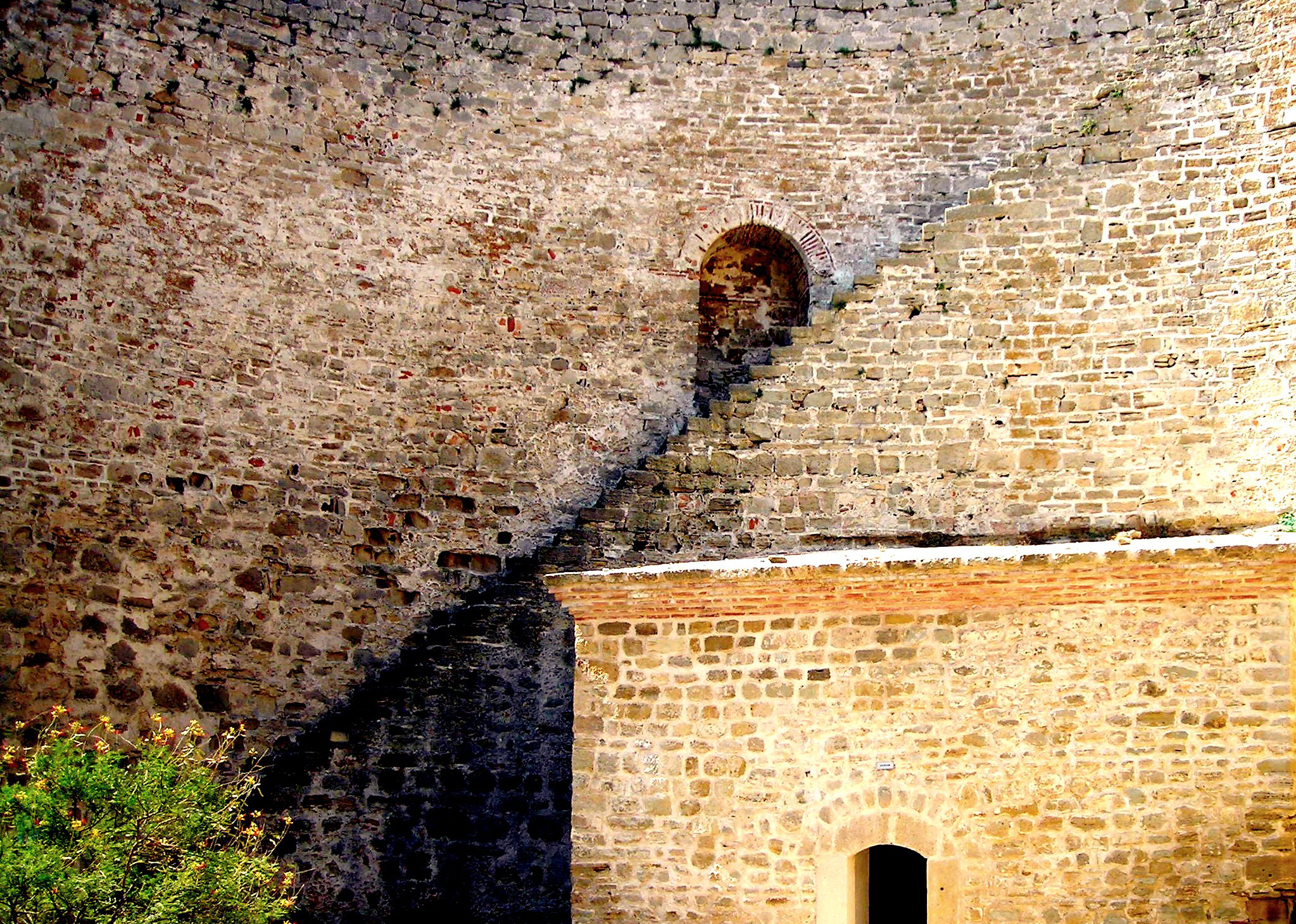
حصن قيلد البحر.

حصن قيلد البحر (بالتركية: Kilitbahir Kalesi)‏ هو حصن يقع على الجانب الشرقي من الدردنيل.
بني الحصن في عهد السلطان محمد الثاني الفاتح نحو عام 866 هـ / 1463 م.